# Юнекс Банк
ЮНЕКС БАНК (англ. Unex Bank) – універсальний банк, який здійснює свою діяльність на банківському ринку з 1993 року і належить до групи банків з приватним капіталом. Акціонерами банківської установи станом на квітень 2021 року є кіпрська компанія Dragon Capital (бенефіціарним власником якої є Томаш Фіала, громадянин Чехії), якій належить 75,01% акцій банку, та Іван Світек (чеськ. Ivan Svitek, громадянин Чехії), якому належить 24,99% акцій банку. Банк є учасником Фонду гарантування вкладів фізичних осіб.

## Історія
На початку своєї діяльності Юнекс Банк (UnexBank) був знаний співпрацею з бізнесом: корпорації в центральних та промислових регіонах України. Послуги банки спеціалізувалися на забезпеченні потреб бізнесу. UnexBank був частиною українського холдингу «Smart Holding», а контролером банку зазначено Вадима Новинського[джерело не вказане 911 днів]. 
З 2017 року банк почав розвивати роздрібний бізнес: 
- кредитування фізичних осіб,
- карткові продукти (кредитні картки)
- та онлайн сервіси (віртуальні відділення[1]).

У липні 2018 року банк змінив тип власності з публічного акціонерного товариства (ПАТ) на акціонерне товариство (АТ).
У вересні 2019 року Юнекс Банк визнано уповноваженим банком на виплату пенсій, грошової допомоги та заробітної плати працівникам бюджетних установ.
З 2020 року банк активно відкриває точки продажу в торгових центрах районних та обласних міст України.
На початок 2021 року регіональна мережа банку нараховувала: головний офіс в місті Києві, 16 відділень та 13 точок видачі в 9 областях України.

## Зміна власників банку
15 квітня 2021 року за відповідним погодження Національного Банку України після всебічного аналізу та перевірки пакету документів був завершений процес продажу банку, розпочатий у 2020 році.
Новими акціонерами UnexBank стали громадяни Чеської Республіки Томаш Фіала та Іван Світек з відповідним розподілом акцій:
- 75.01% було придбано Томашем Фіалою через низку компаній групи Dragon Capital. Dragon Capital - найбільша інвестиційна компанія України, що надає повний спектр інвестиційно-банківських і брокерських послуг для корпоративних і приватних клієнтів. Компанія заснована в 2000 році в Києві.
- 24,99% придбав Іван Світек, який також був призначений новим Головою Правління банку з 16.04.2021.
Основна мета нових акціонерів - це дохідність на вкладений капітал (RoE). У майбутньому цей показник має бути близько 30%.
UnexBank розглядається як платформа для подальшого розвитку та реалізації поставлених цілей. 
- планується суттєво збільшити статутний фонд (до кінця 2021 року),
- прогнозується розвиток у декількох привабливих сегментах ринку: споживче кредитування і цифровий банкінг,
- у результаті прогнозується створення двох банків: класичного та віртуального.

## Рейтинги та нагороди
У квітні 2018 року Юнекс Банк увійшов до рейтингу «50 провідних банків України» за версією «Фінансового клубу».
У березні 2019 року Рейтингове агентство «ІВІ—Рейтинг» оголосило про підвищення довгострокового кредитного і депозитного рейтингу банку до стабільного.
Міжнародний фінансовий журнал «Банкиръ», у грудні 2019 року оголосив Юнекс Банк переможцем в номінації «Банк року-2019 з найкращим кешбеком для населення».
У лютому 2020 року банк отримав спеціальну відзнаку "Вибір експертів - Креативна концепція реклами картки" від щорічного конкурсу FinAwards 2020.
У тому ж році Міжнародний Фінансовий Клуб «БАНКИРЪ» нагородив UnexBank у номінації «Найвигідніша платіжна картка ринку - UnexSmart».
Рейтинг надійності банківських вкладів та кредитний рейтинг банку підтверджено на рівні "4+ Висока надійність" незалежним оцінюванням IBI Rating Agency.